# 山上城
山上城（やまかみじょう）は、群馬県桐生市新里町山上にあった戦国時代の城。

## 概要
中世この地域は山上保と呼ばれ、鎌倉時代に藤姓山上氏が基盤としたが、山上城の築城された室町時代後期の山上氏との関係は不明。
「正木文書」に享徳4年（1455年）に山上で合戦のあったことが見え、「赤堀文書」によれば長享元年（1487年）に上杉顕定は善・山上を攻略しているので、15世紀中ごろには山上城も築かれていたとみられる。
『上毛故城塁記』によれば、永禄年間（1558年 - 1570年）に山上氏秀が後北条氏によって追われ、その後さらに上杉謙信が攻め取って大胡民部左衛門を置いたという。その後も木戸大炊頭という者が在城したという。
天正18年（1590年）の小田原城落城以降は廃城となった。
現在は山上城跡公園となり、新里郷土文化保存伝習館が設置されている。
群馬県指定史跡（昭和23年11月26日指定）。

## 構造
南北650メートル、東西220メートル。
南北に延びた丘陵を東西の壕によって分割し郭を南北に並べた形式をとる。

## 周辺
- 山上多重塔
- 桐生市立新里中学校
- 膳城

## ギャラリー

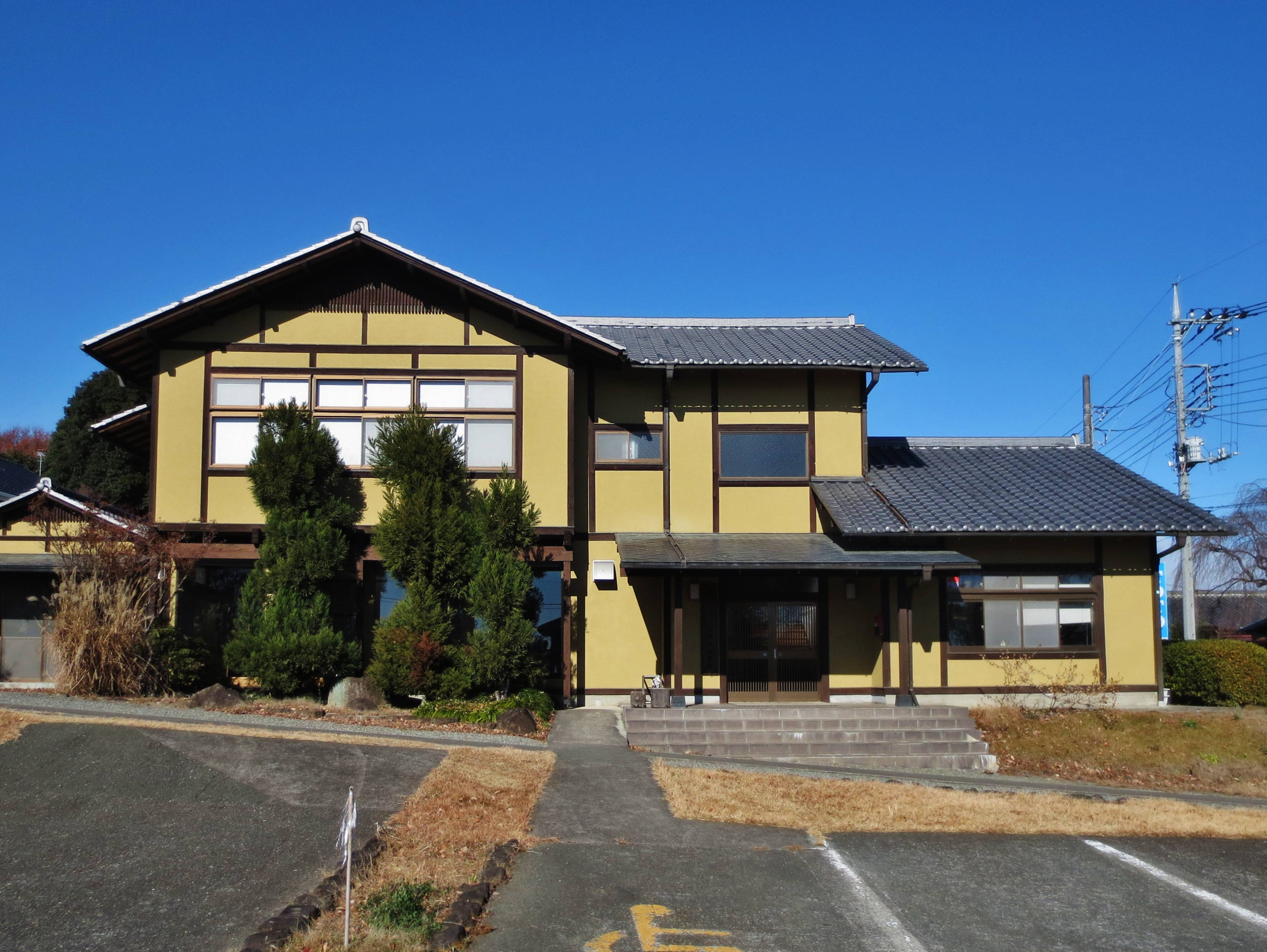
新里郷土文化保存伝習館
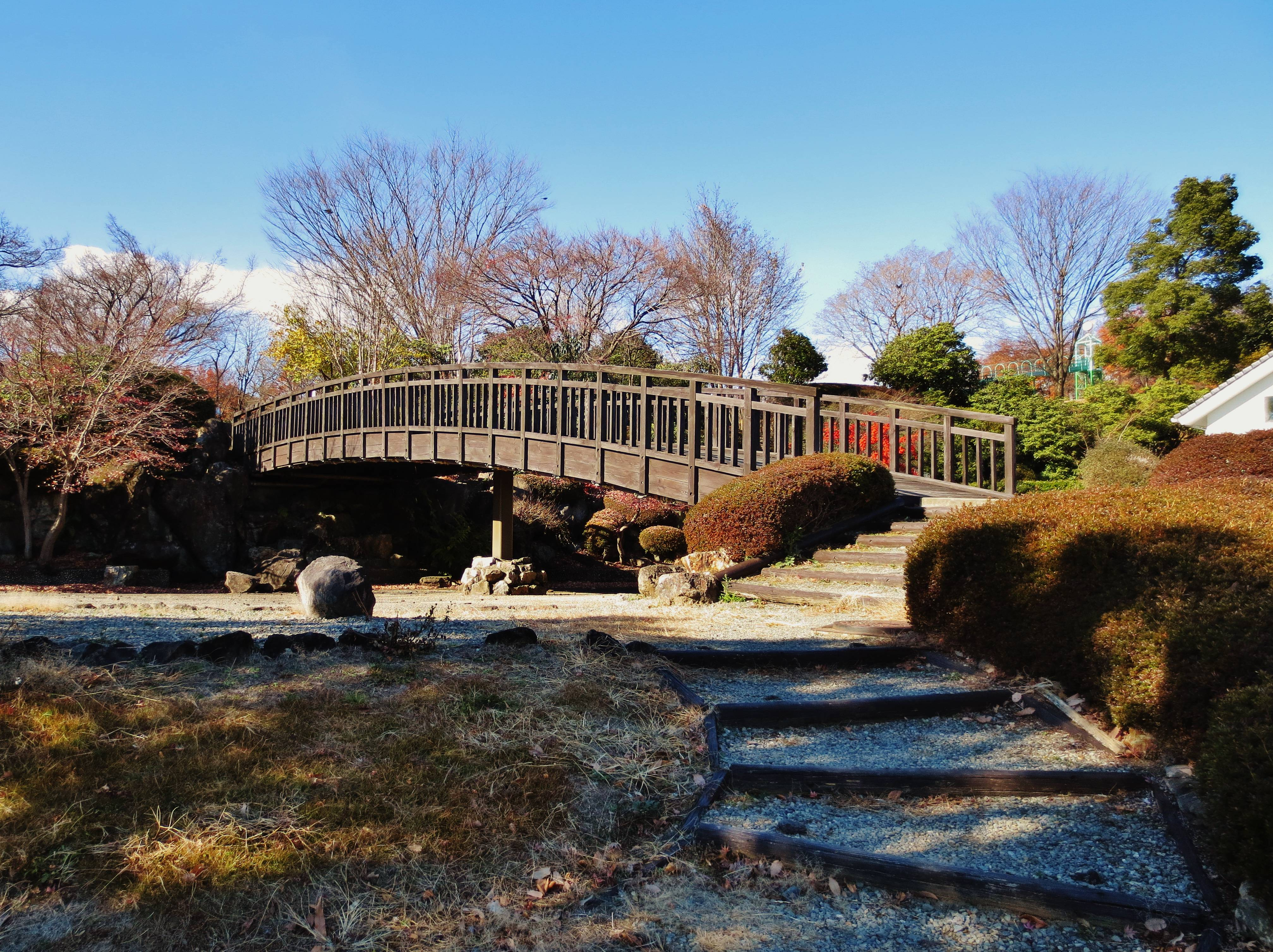
山上城跡公園の橋
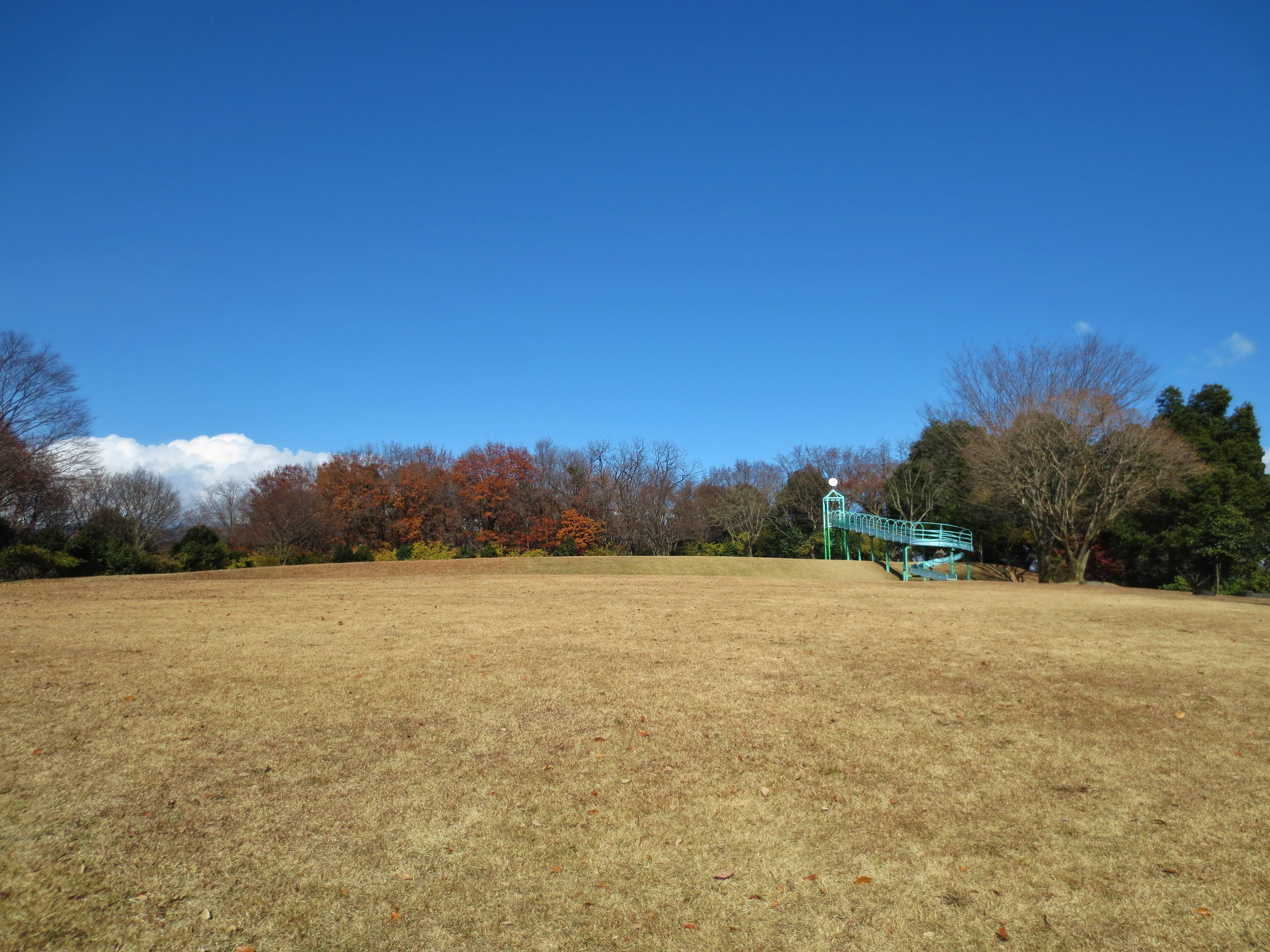
芝生広場から望む上段三の丸